# Cydippida
Als Cydippida bezeichnet man eine ökologisch bedeutsame und artenreiche Ordnung von Rippenquallen (Ctenophora) aus der Klasse Tentaculata. Cydippida wie die Seestachelbeere (Pleurobrachia pileus) sind in vielerlei Hinsicht die „typischen“ Rippenquallen und vereinigen viele Merkmale auf sich, die innerhalb der Gruppe als ursprünglich gelten dürfen. Da die Gruppe wahrscheinlich nicht monophyletisch ist, also nicht alle Nachkommen ihres letzten gemeinsamen Vorfahren umfasst, erkennt die heute vorherrschende Systematik, die Kladistik, die Gruppe nicht als Taxon an.

## Aufbau
Die meisten Arten haben ein kugelförmiges bis leicht ovales Aussehen und sind, wenn überhaupt, in der Tentakelebene komprimiert, das heißt, die senkrecht zur Verbindungslinie der beiden gut ausgebildeten Tentakelscheiden liegende pharyngeale Körperachse ist verkürzt.
Alle Arten verfügen über wohlentwickelte Kammrippen; anders als in anderen Rippenquallen-Ordnungen sind die einzelnen Kammplättchen aber nicht durch Geißelkanäle miteinander verbunden – die Signalweiterleitung von der Statocyste erfolgt anscheinend allein durch das serielle Umkippen der Plättchen und die dadurch ausgelösten Wasserströmungen – vergleichbar dem Domino-Effekt.
Die durch die langen Tentakel gefangene Nahrung gelangt über den Mund in den muskulösen Schlund, wird dort durch Abgabe von Verdauungsenzymen aufgeschlossen und schließlich in den zentral gelegenen Magen weitergeleitet.
Von dort geht zur mundabgelegenen Seite ein aboraler Kanal aus, der sich in vier kurze Analkanäle aufteilt, von denen zwei blind und zwei in Analporen enden. Zwei paragastrische Kanäle laufen parallel zu den flachen Schlundseiten, je ein Tentakelkanal läuft zum Ansatz der Tentakel in den Tentakelscheiden hin und versorgt diese mit Nährstoffen. Daneben existieren noch vier Transversalkanäle, die senkrecht in alle „Himmelsrichtungen“ von der Körperachse weglaufen und sich nach außen Y-förmig noch einmal aufteilen. Sie münden in die unterhalb der Kammrippen verlaufenden Meridionalkanäle, die wie die paragastrischen Kanäle blind auslaufen.
Die Muskulatur ist wie bei allen anderen Rippenquallen glatt, lediglich bei Euplokamis dunlapae kommt auch quergestreifte Muskulatur vor, die bei dieser Art ein explosives Entrollen der Tentillen bei Berührung durch Beutetiere ermöglicht.

## Verbreitung, Lebensraum und Fortbewegung
Cydippida-Arten sind weltweit verbreitet und leben als Bestandteil des Makrozooplanktons freischwimmend im Meer, sowohl auf hoher See als auch in Küstennähe.
Sie setzen zur Fortbewegung ihre Kammrippen ein, lassen sich aber meistens passiv in Meeresströmungen treiben, wodurch große Ansammlungen von Individuen entstehen können.

## Ernährung
Wie die meisten Rippenquallen ernähren sich die Cydippida von verschiedenem Plankton, insbesondere Nesseltieren, Krebsen, aber auch kleinen Fischen. Zum Beutefang setzen alle Arten ihre Tentakel ein, die wie ein Treibnetz durchs Wasser gezogen werden. Sobald ein Beutetier mit diesen in Berührung kommt und an den von Klebekörperchen, den Colloblasten, besetzten Querfäden, den Tentillen festklebt, verkürzt sich durch Muskeleinwirkung der entsprechende Tentakel und zieht die Beute nach vorne zum Mund hin. Gleichzeitig kehrt die Rippenqualle die Schlagrichtung zweier geeigneter Kammreihen um, so dass sie sich auf den Tentakelabschnitt mit dem gefangenen Beutetier zudreht, bis dieses den Mund berührt, so dass es verschlungen werden kann. Diese Methode wird wegen des Drehmanövers auch als „spin capture“ bezeichnet und ist nur bei größeren Beutetieren effizient.
Die Arten der Gattung Haeckelia übernehmen von ihrer Nesseltier-Beute die dann als Kleptocniden bezeichneten Nesselzellen – ein Umstand, der bis zu seiner Aufdeckung bei Zoologen lange Zeit zur Verwirrung geführt hat, da man fälschlicherweise aus dem Vorkommen von Nesselzellen bei Rippenquallen auf eine enge Verwandtschaft mit den Urhebern dieser Zellen, den Nesseltieren schloss.

## Fortpflanzung
Alle Cydippida pflanzen sich sexuell fort. Obwohl sie Zwitter sind, also sowohl über männliche wie weibliche Keimdrüsen verfügen, ist eine Selbstbefruchtung anscheinend eher selten.

## Stammesgeschichte
Anders als die anderen Gruppen von Rippenquallen ist die Ordnung fossil durch Funde aus dem erdgeschichtlichen Zeitalter des Devon bekannt, die in feinkörnigem Schiefergestein aus dem Hunsrück gefunden wurden. Es handelt sich um zwei Arten, Archaeocydippida hunsrueckiana und Paleoctenophora brasseli. Sie lassen sich allerdings keiner modernen Familie zuordnen.
Der Vergleich mit den anderen Rippenquallen-Taxa zeigt, dass die Ordnung anscheinend eine große Zahl von ursprünglichen Merkmalen bewahrt hat. Auch die embryologische Entwicklung aller anderen Rippenquallen über ein Cydippea-Stadium, das wie eine Miniaturversion einer Cydippida-Rippenqualle aussieht, und zwar selbst, wenn wie etwa bei den Platyctenida die erwachsenen Tiere einen stark abgewandelten Körperbau haben, weist auf die relativ geringe morphologische Divergenz der Cydippida von den mutmaßlichen gemeinsamen Vorfahren aller Rippenquallen hin. Daraus ergibt sich allerdings gemäß der heute vorherrschenden Systematik, der Kladistik, die Frage, welche gemeinsamen, neu etablierten Merkmale die Cydippida überhaupt verbinden – ohne solche Synapomorphien kann die Gruppe nicht als natürliche Einheit gelten.
Vorläufige Ergebnisse sowohl morphologischer als auch molekulargenetischer Studien weisen denn auch darauf hin, dass es sich bei den Cydippida möglicherweise um ein polyphyletisches Taxon handelt, also eine vollkommen willkürliche Gruppierung von Arten, die von Merkmalen, die von dem gemeinsamen Vorfahren der Rippenquallen ererbt wurden, abgesehen, keine Gemeinsamkeiten aufweisen.
Sollten sich diese Ergebnisse bestätigen, wäre die Einordnung der fossilen Arten in die Ordnung Cydippida weitgehend gegenstandslos und würde lediglich bedeuten, dass es sich um Vertreter der Stammlinie der Rippenquallen handelte – eine Zugehörigkeit zu einer modernen Gruppe innerhalb der Rippenquallen ließe sich damit nicht mehr ableiten.

## Systematik

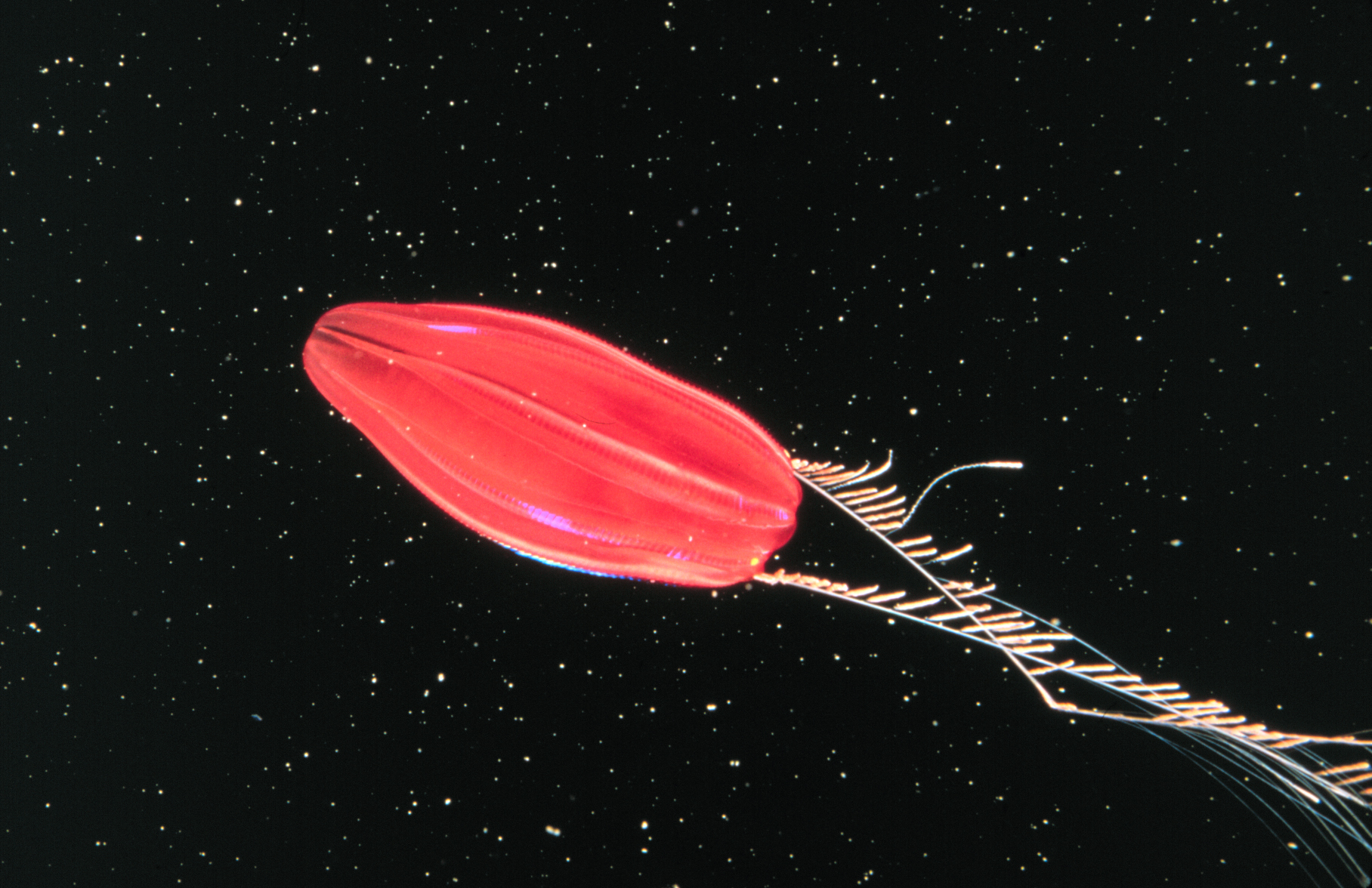
Rote Tortuga mit tentillenbesetzten Tentakeln

Innerhalb der Ordnung unterscheidet man 12 Familien mit knapp 60 Arten (Stand 2025)
- Familie Aulacoctenidae Lindsay & Miyake, 2007, mit der einzigen Art Aulacoctena acuminata Mortensen, 1913
- Familie Bathyctenidae Mortensen, 1913, mit der einzigen Gattung Bathyctena Mortensen, 1912 und zwei Arten
- Familie Cryptocodidae Leloup, 1938, mit der einzigen Art Cryptocoda gerlachi Leloup, 1938
- Familie Ctenellidae C. Carré & D. Carré, 1993, mit der einzigen Art Ctenella aurantia C. Carré & D. Carré, 1993
- Familie Cydippidae Gegenbaur, 1856 (syn. Pleurobrachiidae Chun, 1880), mit 5 Gattungen und 27 Arten
- Familie Dryodoridae Harbison, 1996, mit der einzigen Art Dryodora glandiformis (Mertens, 1833)
- Familie Euplokamididae Mills, 1987, mit der einzigen Gattung Euplokamis Chun, 1879 und fünf Arten
- Familie Haeckeliidae Krumbach, 1925, mit der einzigen Gattung Haeckelia Carus, 1863 und vier Arten
- Familie Lampeidae Stechow, 1921, mit der einzigen Gattung Lampea Stechow, 1921 und fünf Arten
- Familie Mertensiidae L. Agassiz, 1860, mit zwei Gattungen und zwei Arten
- Familie Pukiidae Gershwin, Zeidler & Davie, 2010, mit der einzigen Gattung Pukia Gershwin, Zeidler & Davie, 2010 und zwei Arten
- Familie Vampyroctenidae Townsend, Damian-Serrano & Whelan, 2020 mit der einzigen Art Vampyroctena delmarvensis Townsend, Damian-Serrano & Whelan, 2020

Die Stellung der Gattung Callianira Lamarck, 1816 mit vier Arten ist ungeklärt.
Die Systematik ist in einigen Fälen ungesichert und umstritten. Daneben existieren eine Reihe weiterer, bisher unbeschriebener Arten.